# Iepenballonnetje
Het iepenballonnetje (Amphisphaeria umbrina) is een schimmel behorend tot de familie Amphisphaeriaceae. Hij leeft saprotroof op dode takken van Ulmus.

## Verspreiding
Het iepenballonnetje komt voor in Europa en Noord-Amerika. In Nederland komt het zeer zeldzaam voor. 